# Rundjur
Rundjur (run-djur) kallas de dekorativa djurfigurer på runinskrifter, framförallt på runstenar, som tillhör den nordiska djurornamentiken och liknande. Dessa figurer har traditionellt formen av slanka serpentinvarelser, såsom ormar, drakar och andra odjur, och utgör vanligtvis de runslingor på vilken inskriften är anbringad (så kallade runbärare), genom att rama in runorna med sin siluett så att inskriftsband och rundjurskroppen är ett och samma.
De ristas traditionellt i rundgående slingformer tillsammans med element som fäster de till skriftverket, exempelvis genom så kallad bindning, vilket betyder att en eller flera rundjur kedjas eller flätas ihop med sig själv eller varandra för att bilda ringmönster.

## Typologi
Anne-Sofie Gräslund etablerade och daterade en stilistisk typologi för runstenarnas ornamentik under 1990-talet. Hennes system blev ett genombrott och har nu blivit allmänt accepterat.[källa behövs]

## Runorm (ormslingor)
Runorm kallas rundjur som tar formen av en ormvarelse utan lemmar men som ibland förekommer med vissa former av utskott (se till exempel runormen på runstenen Sö 11). Runormen är den äldsta formen av rundjur och förekommer i en äldre och yngre form.
Den äldre formen av runormen avbildas med huvudet sett ovanifrån i fågelperspektiv med två glosformade ögon. Den dyker först upp i slutet av 900-talet och försvinner i mitten av 1000-talet.
Den yngre formen av runormem avbildas med huvudet i profil med ett mandelformat öga. Den dyker upp under första hälften av 1000-talet och blir det vanligaste rundjuret under 1000-talets senare period. Den är konstfärdigt utförd och ofta bildas invecklade flätmönster med rundjurets olika kroppsdelar.
Den yngre runormen utvecklades så småningom till den så kallade rundraken eller drakormen (beskriven nedan) där den fick lemmar och greppande fötter.

## Rundrake (drakslingor)
Rundrake eller drakorm kallas rundjur som tar formen av en ormvarelse med lemmar, såsom en drake eller viss lindorm. De avbildas oftast i profil med bara ett ben av ett par som går ifrån dess kropp.
Rundraken utvecklas ifrån den yngre runormen, när den fick ben och greppande fötter, och förekommer tidsmässigt under 1000-talets senare hälft tillsammans med den yngre runormen.  
Drakormen har en dubbeltydighet som runormens motsvarighet på samma sätt som draken Nidhögg är midgårdsormens motsvarighet i den nordiska mytologin. Nidhögg levde vid Yggdrasils rötter intill älven Vergelmer och gnagde på dess rötter. Nidhögg symboliserar på så sätt ondskan i världsalltet och förknippas med död och förintelse.
Svenske arkeologen Torun Zachrisson menar att drakormen ska uppfattas som världens yttersta gränser. I stilgrupperna Pr 1-3 kröns kopplet som binder samman drakormarna med ett kors eller palmett, vilken uppfattas som livsträdet Yggdrasil. Dessa tolkningar antyder att runstenarnas huvudmotiv hämtades från den hedniska traditionen trots att de senvikingatida runstenarna anses vara kristna monument.

### Runskriftmotiv
- Bindning (runsten)
  - Flätning (runsten)
  - Iriskt koppel